# Sotará (Cauca)
Sotará es un municipio Colombiano  ubicado en el departamento del Cauca, cuya cabecera municipal recibe el nombre de Paispamba y fue fundada en 1870 por Marcelino Burbano. con una población aproximada de 15.000 habitantes. La cabecera municipal fue parcialmente destruida por un terremoto el 6 de marzo de 2007. 
Sus principales actividades económicas son la agricultura y la ganadería. 
El volcán homónimo se ubica en la jurisdicción del municipio.

## División Político-Administrativa
Además de su Cabecera municipal: Paispamba.
Sotará tiene bajo su jurisdicción los siguientes Centros poblados:
- Chapa
- La Catana
- Las Vegas
- Río Blanco
- Sachacoco